# Vegetacija Hrvatske
Vegetacija Hrvatske obuhvaća oko 4 266 vrsta vaskularnih biljaka, a po svom fitogeografskom položaju Hrvatska spada i kontinentalnim i mediteranskim dijelom u šumsko područje Europe. Da nije bilo stoljetnog ili čak tisućljetnog djelovanja čovjeka, najveći dio površine bio bi prirodno prekriven šumskom vegetacijom. Prema fitogeografskoj podjeli, područje Hrvatske obuhvaćeno je dvjema biogeografskim regijama:
1. Mediteranska regija prekriva oko 40% površine Hrvatske i tu nalazimo 17 šumskih zajednica;
2. Eurosibirsko-sjevernoamerička regija prekriva oko 60% površine Hrvatske, gdje nalazimo 45 šumskih zajednica.

U Hrvatskoj je također prisutno nekoliko tipova nešumske vegetacije.

## Mediteranska regija
Mediteranska regija obuhvaća termofilne zimzelene i listopadne šume jadranskog područja. Dijeli se na obalni i brdski pojas.
1. Mediteransko-litoralni pojas (obalni pojas) obuhvaća tri zone:
  1. Stenomediteranska zona - šume alepskog bora
    1. biljna zajednica Querco ilicis-Pinetum halepensis
    2. biljna zajednica Junipero phoenicae-Pinetum halepensis
    3. biljna zajednica Erico-Pinetum halepensis

  2. Eumediteranska zona - šume hrasta crnike - biljna zajednica Orno-Quercetum ilicis
  3. Submediteranska zona - šume bijelog graba i hrasta medunca - biljna zajednica Querco-Carpinetum orientalis
2. Mediteransko-montani pojas (brdski pojas) obuhvaća dvije zone:
  1. Epimediteranska zona - šume crnog graba i hrasta medunca - biljna zajednica Ostryo-Quercetum pubescentis
  2. Hemimediteranska zona - šume dalmatinskog crnog bora, šume crnike i crnog graba
    1. biljna zajednica Ostryo-Quercetum ilicis
    2. biljna zajednica Querco ilicis-Pinetum dalmaticae

## Eurosibirsko-sjevernoamerička regija
Eurosibirsko-sjevernoamerička regija, tj. njena europska subregija, obuhvaća kontinentalni dio Hrvatske. On se dijeli na pet pojasa: nizinski, brežuljkasti, brdski, gorski i pretplaninski.
1. Nizinski pojas obuhvaća:
  1. Šume hrasta lužnjaka sa žutilovkom - biljna zajednica Genisto elatae-Quercetum roboris
  2. Šume hrasta lužnjaka i običnog graba - biljna zajednica Carpino betuli-Quercetum roboris
  3. Šume poljskog jasena - biljna zajednica Leucoio-Fraxinetum angustifoliae
  4. Šume crne johe
    1. Šume crne johe s dugoklasim šašem - biljna zajednica Carici elongatae-Alnetum glutinosae
    2. Šume crne johe s trušljikom - biljna zajednica Frangulo-Alnetum glutinosae

  5. Šume vrba i topola - više tipova zajednica
    1. Grmolike šume rakite - biljna zajednica Salicetum purpurae
    2. Grmolike šume bademaste vrbe - biljna zajednica Salicetum triandrae
    3. Šume bijele vrbe - biljna zajednica Galio-Salicetum albae
    4. Mješovite vrbovo-topolove šume - biljna zajednica Salici-Populetum
    5. Šume bijele topole - biljna zajednica Populetum albae
    6. Mješovite topolove šume - biljna zajednica Populetum nigro-albae
2. Brežuljkasti pojas obuhvaća:
  1. Šume hrasta kitnjaka i običnog graba  - biljna zajednica Epimedio-Carpinetum betuli
  2. Šume hrasta kitnjaka i pitomog kestena - biljna zajednica Querco-Castaneetum sativae
  3. Termofilne šume s crnim grabom i hrastom meduncem - biljna zajednica Querco-Ostryetum carpinifoliae
3. Brdski pojas obuhvaća:
  1. Brdske šume bukve - biljna zajednica Lamio orvalae-Fagetum
  2. Acidofilne šume bukve s bekicom - biljna zajednica Luzulo-Fagetum sylvaticae
  3. Primorske šume bukve s jesenskom šašikom - biljna zajednica Seslerio autumnalis-Fagetum
  4. Reliktne šume lipe i tise - biljna zajednica Tilio-Taxetum
  5. Reliktne šume crnog bora
4. Gorski pojas obuhvaća:
  1. Šume bukve i jele
    1. Dinarske šume bukve i jele - biljna zajednica Omphalodo-Fagetum ili Abieti-Fagetum "dinaricum"
    2. Panonske šume bukve i jele  - biljna zajednica Abieti-Fagetum "pannonicum"

  2. Šume jele s rebračom - biljna zajednica Blechno-Abietetum
5. Pretplaninski pojas obuhvaća:
  1. Subalpske šume bukve - biljna zajednica Homogyno sylvestris-Fagetum
  2. Klekovinu bora krivulja - biljna zajednica Lonicero borbasiane-Pinetum mugi
  3. Šume smreke
    1. biljna zajednica Aremonio-Piceetum na mrazištima
    2. biljna zajednica Listero-Piceetum abietis na strmim vapnenačkim stijenama

Ova regija obuhvaća velika šumska područja Europe, Azije (Sibira) i Sjeverne Amerike. U toplijim dijelovima razvijena je listopadna vegetacija, a u hladnijim crnogorična, kojoj pripadaju ogromna prostranstva sibirske i kanadske tajge. 
Kontinentalni dio Hrvatske u cijelosti pripada ovoj velikoj regiji, i to njenom južnom rubu, koji graniči s mediteranskom regijom. Posljedica toga je da kontinentalni dio Hrvatske karakteriziraju razni tipovi bjelogoričnih, listopadnih šuma, ali istovremeno na toplijim staništima rastu i mnoge termofilne submediteranske vrste, kojima se pridružuju i mnoge ilirske vrste. Ilirske vrste su one kojima je centar rasprostranjenja sjeverozapadni dio Balkana, odnosno područje Dinarida. Toj skupini pripadaju mnoge stare vrste koje su na ovom području preživjele ledena doba, dok su u srednjoj i sjevernoj Europi izumrle, tako da su danas uglavnom endemične za ovo područje i znatno pridonose bogatstvu i posebnosti flore i vegetacije. Također, u vrijeme ledenih doba, mnoge vrste sa sjevera prodrle su u područje jugoistočne Europe i ovdje se zadržale do danas. 
Dakle, iako je dio velike eurosibirsko-sjevernoameričke regije, zbog svog južnog položaja u susjedstvu mediteranske regije i slabijeg utjecaja ledenih doba, kontinentalni dio Hrvatske izdvaja se u posebnu ilirsku provinciju europske subregije. Ovisno o ekološkim, te osobito klimatskim čimbenicima, razlikuju se, kako je već navedeno, nizinski, brežuljkasti, brdski, gorski i pretplaninski pojas, što vegetaciju čini iznimno bogatom. U ilirskoj provinciji klimatogenu (klimazonalnu)vegetaciju čine šume. 
Klimazonalna vegetacija je vegetacija koja se razvija pod dominantnim utjecajem opće klime, a ne nekog lokalnog čimbenika (npr. velike količine vode, strme stijene, djelovanje čovjeka).
Krajnji sjeveroistočni dio Hrvatske pod utjecajem je suhe stepske klime, tako da se on izdvaja u posebni panonski sektor srednjoeuropske provincije. Za panonski sektor značajno je da primarnu (klimatogenu) vegetaciju ne čine šume, nego stepski travnjaci, koji su do danas gotovo u cijelosti pretvoreni u plodne obradive površine. 
Ravnice i brežuljci prostranog nizinskog područja sastoje se od aluvijalnih i diluvijalnih naslaga. Ostala su područja najvećim dijelom izgrađena od vapnenca i dolomita različitih geoloških formacija. Klimatski ovo područje je vrlo raznoliko, a od sredozemne regije razlikuje se nižim temperaturama i dovoljnom količinom padalina u ljetnim mjesecima, tako da ne dolazi do perioda izrazite ljetne suše.

## Nešumska vegetacija
Hrvatska po svom fitogeografskom položaju spada sa svojim kontinentalnim i mediteranskim dijelom u šumsko područje Europe; da nije bilo stoljetnog ili čak tisućljetnog djelovanja čovjeka, najveći dio površine Hrvatske bio bi prirodno prekriven šumskom vegetacijom. Šume prirodno nema jedino na vrlo vlažnim mjestima, gdje se razvija vegetacija rijeka, jezera i močvara; zatim na strmim stijenama, visokim planinama, obalama mora i sl. Međutim, svi tipovi šikara, živica, travnjaka, livada, pašnjaka, sječina, oranica itd. nastali su djelovanjem čovjeka tj. krčenjem (sječom i paljenjem) prvotne šumske vegetacije.
Prirodni travnjaci u Hrvatskoj razvijeni su u krajnjem sjeveroistočnom dijelu Hrvatske (Baranji) jer je tamo zbog male količine oborina onemogućen razvoj šumske vegetacije. Ti stepski travnjaci danas su gotovo u potpunosti pretvoreni u obradive površine, jer su bili razvijeni na izuzetno plodnom černozjomu. Uz te stepske travnjake, jednim dijelom prirodni su i visokoplaninski, zato što se na tim staništima zbog jakog djelovanja vjetra, snijega i niskih temperatura nije mogla razviti šuma. No
većim dijelom planinski travnjaci su kod nas nastali krčenjem, prvenstveno paljenjem klekovine bora krivulja.